# 덴마크 공주 튀라
덴마크 공주 튀라(덴마크어: Prinsesse Thyra af Danmark, 1853년 9월 29일 ~ 1933년 2월 26일)는 덴마크 왕국의 공주이다. 추정 왕위 계승자 크리스티안와 루이제 폰 헤센카셀 사이의 막내딸로 태어났다.

## 생애
태어났을 당시 아버지는 덴마크 국왕의 친척이었으므로 튀라와 남매들은 유대감 깊게 자라났다. 튀라는 다른 자매들인 덴마크의 알렉산드라나 덴마크의 다우마처럼 매우 아름답진 않았으나 짙은 갈색의 머리카락에 푸른 눈동자를 가진 처녀였다. 튀라는 공주 시절, 덴마크 마체르 장교와 사랑에 빠졌고 곧 튀라는 임신을 하게 된다. 튀라의 임신 소식이 알려지자 아버지 크리스티안 9세는 마체르와 면담하게 되었는데, 당시 분위기가 매우 험악했다고 하니, 국왕은 둘의 결혼을 반대 한 것이 틀림없다. 또한 곧, 마체르는 자살한다.
튀라는 몇개월 후 오빠 그리스 국왕 요르요스 1세를 공식적으로 '아프게'되지만 사실상 튀라는 그곳에서 아이를 낳으러 간 것 이라고 한다. 튀라의 아이는 얼마 후 덴마크에서 마리아라고 세례를 받지만, 그 후 행방을 알 수 없으나, 많은 사람들이 율겐센 부부에게 입양된 케이트 율겐센이 튀라의 딸이라고 한다. 비록 튀라가 미혼모라지만 왕비는 딸의 혼처를 좋은 곳으로 보내고 싶어 했고 결국 튀라는 멸망한 하노바 왕국의 마지막 왕세자인 제3대 컴벌랜드와 테비오트데일 공작 어니스트 오거스터스와 결혼한다. 튀라는 공식적인 첫 임신때에 첫 아이에 대한 죄책감으로 정신적으로 불안해하지만 남편이 잘 보듬어 주었다고 한다.